# Namrata Shirodkar
Namrata Shirodkar, född 22 januari 1972 i Bombay, är en indisk skådespelerska, syster till Shilpa Shirodkar. Hon har också jobbat som modell och var 1993 Miss India.

## Karriär
Namrata Shirodkar gjorde sin debut med Jab Pyaar Kisise Hota Hai (1998). Med i filmen spelade bland andra Salman Khan och Twinkle Khanna. Shirodkar spelade senare i filmen Vaastav och det var här hon blev ett känt namn inom Bollywoodvärlden.
Shirodkar har främst spelat biroller i filmer. Filmer som Pukar, Hera Pheri och Astitva är några av de som gått bättre i hennes karriär.
År 2004 återvände hon till rampljuset när hon spelade rollen som Jaya Bakshi i Bride and Prejudice. Hon spelade Aishwarya Rais äldre syster i filmen. Filmen gick mycket bra, främst i Storbritannien. Efter detta har hon lämnat filmindustrin sedan hon gift sig.

## Privatliv
I februari 2005 gifte hon sig med teluguskådespelaren Mahesh Babu. Hon födde deras första barn, Gowtham Gattamaneni, den 31 augusti 2006.

## Filmografi (i urval)
- 1998 – Jab Pyaar Kisise Hota Hai
- 2000 – Pukar
- 2000 – Hera Pheri
- 2000 – Astitva
- 2002 – Hathyar
- 2002 – Dil Vil Pyar Vyar
- 2003 – LOC Kargil
- 2004 – Anji
- 2004 – Bride and Prejudice
- 2004 – Charas